# Liste des médaillés aux Jeux olympiques d'hiver de 1964
Cet article présente la liste des médaillés aux Jeux olympiques d'hiver de 1964, qui se sont déroulés à Innsbruck en Autriche du 29 janvier au 9 février 1964.

## Biathlon
| Épreuves                             | Or                      | Argent                   | Bronze            |
| ------------------------------------ | ----------------------- | ------------------------ | ----------------- |
| 20 km individuel résultats détaillés | Vladimir Melanine (URS) | Aleksandr Privalov (URS) | Olav Jordet (NOR) |

## Bobsleigh
| Épreuves       | Or                                                     | Argent                                                              | Bronze                                                            |
| -------------- | ------------------------------------------------------ | ------------------------------------------------------------------- | ----------------------------------------------------------------- |
| Bob à deux H   | Grande-Bretagne Robin Dixon Tony Nash                  | Italie Sergio Zardini Romano Bonagura                               | Italie Eugenio Monti Sergio Siorpaes                              |
| Bob à quatre H | Canada Peter Kirby Douglas Anakin John Emery Vic Emery | Autriche Erwin Thaler Adolf Koxeder Josef Nairz Reinhold Durnthaler | Italie Eugenio Monti Sergio Siorpaes Benito Rigoni Gildo Siorpaes |

## Combiné nordique
| Épreuves                   | Or                   | Argent                  | Bronze            |
| -------------------------- | -------------------- | ----------------------- | ----------------- |
| Hommes résultats détaillés | Tormod Knutsen (NOR) | Nikolaï Kisseliov (URS) | Georg Thoma (EUA) |

## Hockey sur glace
| Or | Argent | Bronze |
| Union soviétique Viktor Konovalenko Boris Zaïtsev Vitaly Davydov Edouard Ivanov Aleksandr Ragulin Viktor Kuzkin Konstantin Loktev Aleksandr Almetov Veniamin Aleksandrov Yevgeny Mayorov Vyacheslav Starshinov Boris Mayorov Leonid Volkov Viktor Yakushev Anatoly Firsov Oleg Zaytsev Stanislav Petukhov | Suède Kjell Svensson Lennart Häggroth Gert Blomé Nils Johansson Roland Stoltz Bert-Ola Nordlander Nils Nilsson Ronald Pettersson Lars-Eric Lundvall Eilert Määttä Anders Andersson Ulf Sterner Carl-Göran Öberg Sven Johansson Uno Öhrlund Hans Mild Lennart Johansson | Tchécoslovaquie Vladimír Dzurilla Vladimír Nadrchal Rudolf Potsch František Tikal František Gregor Stanislav Sventek Ladislav Šmíd Vlastimil Bubník Jaroslav Walter Miroslav Vlach Jiří Dolana Jiří Holík Josef Černý Stanislav Prýl Jozef Golonka Jaroslav Jiřík Jan Klapáč |

## Luge
| Épreuves      | Or                                         | Argent                                 | Bronze                                       |
| ------------- | ------------------------------------------ | -------------------------------------- | -------------------------------------------- |
| Simple hommes | Thomas Köhler (EUA)                        | Klaus Bonsack (EUA)                    | Hans Plenk (EUA)                             |
| Double hommes | Autriche 1 Josef Feistmantl Manfred Stengl | Autriche 2 Reinhold Senn Helmut Thaler | Italie 1 Walter Aussendorfer Sigisfredo Mair |
| Simple femmes | Ortrun Enderlein (EUA)                     | Ilse Geisler (EUA)                     | Helene Thurner (AUT)                         |

## Patinage artistique
| Épreuves                      | Or                                                 | Argent                                                                     | Bronze                                 |
| ----------------------------- | -------------------------------------------------- | -------------------------------------------------------------------------- | -------------------------------------- |
| Messieurs résultats détaillés | Manfred Schnelldorfer (EUA)                        | Alain Calmat (FRA)                                                         | Scott Allen (USA)                      |
| Dames résultats détaillés     | Sjoukje Dijkstra (NED)                             | Regine Heitzer (AUT)                                                       | Petra Burka (CAN)                      |
| Couples résultats détaillés   | Union soviétique Ludmila Belousova Oleg Protopopov | Allemagne Marika Kilius Hans-Jürgen Bäumler Canada Debbi Wilkes Guy Revell | États-Unis Vivian Joseph Ronald Joseph |

## Patinage de vitesse
| Épreuves             | Or                      | Argent                                                          | Bronze                   |
| -------------------- | ----------------------- | --------------------------------------------------------------- | ------------------------ |
| 500 mètres hommes    | Richard McDermott (USA) | Alv Gjestvang (NOR) Evgueni Grichine (URS) Vladimir Orlov (URS) |                          |
| 1 500 mètres hommes  | Ants Antson (URS)       | Kees Verkerk (NED)                                              | Villy Haugen (NOR)       |
| 5 000 mètres hommes  | Knut Johannesen (NOR)   | Per Ivar Moe (NOR)                                              | Fred Anton Maier (NOR)   |
| 10 000 mètres hommes | Johnny Nilsson (SWE)    | Fred Anton Maier (NOR)                                          | Knut Johannesen (NOR)    |
| 500 mètres femmes    | Lidia Skoblikova (URS)  | Irina Yegorova (URS)                                            | Tatyana Sidorova (URS)   |
| 1 000 mètres femmes  | Lidia Skoblikova (URS)  | Irina Yegorova (URS)                                            | Kaija Mustonen (FIN)     |
| 1 500 mètres femmes  | Lidia Skoblikova (URS)  | Kaija Mustonen (FIN)                                            | Berta Kolokoltseva (URS) |
| 3 000 mètres femmes  | Lidia Skoblikova (URS)  | Pil Hwa Han (PRK) Valentina Stenina (URS)                       |                          |

## Saut à ski
| Épreuves                                       | Or                     | Argent                 | Bronze                  |
| ---------------------------------------------- | ---------------------- | ---------------------- | ----------------------- |
| Tremplin normal individuel résultats détaillés | Veikko Kankkonen (FIN) | Toralf Engan (NOR)     | Torgeir Brandtzæg (NOR) |
| Grand tremplin individuel résultats détaillés  | Toralf Engan (NOR)     | Veikko Kankkonen (FIN) | Torgeir Brandtzæg (NOR) |

## Ski alpin
| Épreuves                                | Or                        | Argent                                       | Bronze                 |
| --------------------------------------- | ------------------------- | -------------------------------------------- | ---------------------- |
| Descente hommes résultats détaillés     | Egon Zimmermann (AUT)     | Léo Lacroix (FRA)                            | Wolfgang Bartels (EUA) |
| Slalom géant hommes résultats détaillés | François Bonlieu (FRA)    | Karl Schranz (AUT)                           | Josef Stiegler (AUT)   |
| Slalom hommes résultats détaillés       | Josef Stiegler (AUT)      | Billy Kidd (USA)                             | Jimmy Heuga (USA)      |
| Descente femmes résultats détaillés     | Christl Haas (AUT)        | Edith Zimmermann (AUT)                       | Traudl Hecher (AUT)    |
| Slalom géant femmes résultats détaillés | Marielle Goitschel (FRA)  | Christine Goitschel (FRA) Jean Saubert (USA) |                        |
| Slalom femmes résultats détaillés       | Christine Goitschel (FRA) | Marielle Goitschel (FRA)                     | Jean Saubert (USA)     |

## Ski de fond
| Épreuves                                    | Or                                                                        | Argent                                                             | Bronze                                                                        |
| ------------------------------------------- | ------------------------------------------------------------------------- | ------------------------------------------------------------------ | ----------------------------------------------------------------------------- |
| 15 km hommes résultats détaillés            | Eero Mäntyranta (FIN)                                                     | Harald Grønningen (NOR)                                            | Sixten Jernberg (SWE)                                                         |
| 30 km hommes résultats détaillés            | Eero Mäntyranta (FIN)                                                     | Harald Grønningen (NOR)                                            | Igor Voronchikhin (URS)                                                       |
| 50 km hommes résultats détaillés            | Sixten Jernberg (SWE)                                                     | Assar Rönnlund (SWE)                                               | Arto Tiainen (FIN)                                                            |
| Relais 4 × 10 km hommes résultats détaillés | Suède Karl-Ake Asph Sixten Jernberg Janne Stefansson Assar Rönnlund       | Finlande Väinö Huhtala Arto Tiainen Kalevi Laurila Eero Mäntyranta | Union soviétique Ivan Utrobin Gennady Vaganov Igor Voronchikhin Pavel Kolchin |
| 5 km femmes résultats détaillés             | Klavdiya Boyarskikh (URS)                                                 | Mirja Lehtonen (FIN)                                               | Alevtina Kolchina (URS)                                                       |
| 10 km femmes résultats détaillés            | Klavdiya Boyarskikh (URS)                                                 | Yevdokiya Mekshilo (URS)                                           | Maria Gusakova (URS)                                                          |
| Relais 3 × 5 km femmes résultats détaillés  | Union soviétique Alevtina Kolchina Yevdokiya Mekshilo Klavdiya Boyarskikh | Suède Barbro Martinsson Britt Strandberg Toini Gustafsson          | Finlande Senja Pusula Toini Mikkola-Pöysti Mirja Lehtonen                     |

## Sportifs les plus médaillés
| Rang | Athlète             | Pays             | Sport               | Médaille d'or, Jeux olympiques | Médaille d'argent, Jeux olympiques | Médaille de bronze, Jeux olympiques | Total |
| ---- | ------------------- | ---------------- | ------------------- | ------------------------------ | ---------------------------------- | ----------------------------------- | ----- |
| 1    | Lidia Skoblikova    | Union soviétique | Patinage de vitesse | 4                              | 0                                  | 0                                   | 4     |
| 2    | Klavdiya Boyarskikh | Union soviétique | Ski de fond         | 3                              | 0                                  | 0                                   | 3     |
| 3    | Eero Mäntyranta     | Finlande         | Ski de fond         | 2                              | 1                                  | 0                                   | 3     |
| 4    | Sixten Jernberg     | Suède            | Ski de fond         | 2                              | 0                                  | 1                                   | 3     |